# Рука правде
Рука правде је четврти студијски албум српске музичке групе Краљевски апартман. Албум је објављен у децембру 2004. године за издавачку кућу ПГП РТС, а био је доступан на компакт-диску.

## Списак песама
| №               | Назив                | Трајање |  |
| 1.              | Рука правде          | 5:36    |  |
| 2.              | Дао сам све од себе  | 3:54    |  |
| 3.              | Она ведри и облачи   | 3:20    |  |
| 4.              | Изабери један пут    | 3:41    |  |
| 5.              | Све у своје време    | 4:05    |  |
| 6.              | Све су ноћи исте     | 4:02    |  |
| 7.              | Зачаран круг         | 5:06    |  |
| 8.              | Видим и кад зажмурим | 5:01    |  |
| 9.              | После седам година   | 4:05    |  |
| 10.             | Погледај на сат      | 4:09    |  |
| Укупно трајање: | Укупно трајање:      | 42:59   |  |

## Музичари
- Краљевски апартман:
  - Зоран Лаловић — вокал
  - Зоран Здравковић — гитара
  - Марко Николић — бас-гитара
  - Дејан Ђорђевић — клавијатуре
  - Зоран Рончевић — бубњеви[1]
- Гости:
  - Милета Станковић — виолончело (5)[1]

## Остале заслуге
- Мики Тодоровић — продуцент, тонски сниматељ
- Петер Бауман — фотографије[1]

## Рецензије
| Медиј | Аутор рецензије | Оцена | Изв.  |
| ----- | --------------- | ----- | ----- |
|       | Небојша Лакић   | —     | [ 3 ] |